# Andre Begemann
Andre Begemann (* 12. Juli 1984 in Lemgo) ist ein deutscher Tennisspieler.

## Karriere
Andre Begemann studierte an der Pepperdine University in Kalifornien, wo er auch im College Tennis aktiv war. Im Mai 2008 schloss er sein Studium im Fach Major Business Administration ab.
Begemann war vor allem im Doppel erfolgreich. Auf der Challenger Tour gewann er 29 Doppeltitel, seinen letzten 2021. Sein Grand-Slam-Debüt gab er in Wimbledon, als er sich mit Igor Zelenay für die Hauptrunde qualifizieren konnte. Gegen Eric Butorac und Jamie Murray unterlagen sie in vier Sätzen. In Wien gewann Begemann im Oktober 2012 zusammen mit Martin Emmrich seinen ersten ATP-Titel. Im Mai 2013 folgte der zweite Titel in Düsseldorf. Bereits im Januar 2013 stand Begemann mit Emmrich im Finale von Chennai. 2014 kamen zwei weitere ATP-Doppeltitel hinzu. Im Finale der ATP Tour unterlag er sieben Mal. 2014 im Davis-Cup-Viertelfinalspiel gegen Frankreich debütierte Andre Begemann in der deutschen Davis-Cup-Mannschaft. Er kam 2015 zu einem weiteren Einsatz – beide Male verlor er sein Doppelmatch. Seine höchsten Weltranglistenplatzierungen erreichte er im Juli 2010 mit Rang 166 im Einzel und im Mai 2015 mit Rang 36 im Doppel. Nach seinem Turniersieg im Oktober 2021 in Ismaning legte Begemann eine 20-monatige Auszeit ein. Unter anderem hatte er mit den Folgen seiner COVID-19-Infektion zu kämpfen. Im Juni 2023 kehrte er zur Tour zurück und gewann bis Ende des Jahres drei Challenger-Turniere an der Seite von N. Sriram Balaji.

## Erfolge
| Legende (Anzahl der Siege)                       |
| Grand Slam                                       |
| Tennis Masters Cup ATP World Tour Finals         |
| ATP Masters Series ATP World Tour Masters 1000   |
| ATP International Series Gold ATP World Tour 500 |
| ATP International Series ATP World Tour 250 (4)  |
| ATP Challenger Tour (34)                         |

| ATP-Titel nach Belag |
| Hartplatz (1)        |
| Sand (2)             |
| Rasen (1)            |

### Doppel

#### Turniersiege

##### ATP World Tour
| Nr. | Datum            | Turnier    | Belag         | Partner        | Finalgegner                     | Ergebnis          |
| --- | ---------------- | ---------- | ------------- | -------------- | ------------------------------- | ----------------- |
| 1.  | 21. Oktober 2012 | Wien       | Hartplatz (i) | Martin Emmrich | Julian Knowle Filip Polášek     | 6:4, 3:6, [10:4]  |
| 2.  | 25. Mai 2013     | Düsseldorf | Sand          | Martin Emmrich | Treat Huey Dominic Inglot       | 7:5, 6:2          |
| 3.  | 15. Juni 2014    | Halle      | Rasen         | Julian Knowle  | Roger Federer Marco Chiudinelli | 1:6, 7:5, [12:10] |
| 4.  | 27. Juli 2014    | Gstaad     | Sand          | Robin Haase    | Rameez Junaid Michal Mertiňák   | 6:3, 6:4          |

##### ATP Challenger Tour
| Nr. | Datum              | Turnier              | Belag         | Partner              | Finalgegner                                     | Ergebnis           |
| --- | ------------------ | -------------------- | ------------- | -------------------- | ----------------------------------------------- | ------------------ |
| 1.  | 22. November 2009  | Cancún               | Sand          | Leonardo Tavares     | Greg Ouellette Adil Shamasdin                   | 6:1 6:76, [10:8]   |
| 2.  | 16. Mai 2010       | Zagreb               | Hartplatz     | Matthew Ebden        | Rubén Ramírez Hidalgo Santiago Ventura          | 7:65, 5:7, [10:3]  |
| 3.  | 12. September 2010 | Genua                | Sand          | Martin Emmrich       | Brian Battistone Andreas Siljeström             | 1:6, 7:63, [10:7]  |
| 4.  | 3. Oktober 2010    | Cali                 | Sand          | Martin Emmrich       | Gero Kretschmer Alexander Satschko              | 6:4, 7:65          |
| 5.  | 17. September 2011 | Istanbul (1)         | Hartplatz     | Carsten Ball         | Grégoire Burquier Yannick Mertens               | 6:2, 6:4           |
| 6.  | 6. November 2011   | Eckental             | Teppich (i)   | Alexander Kudrjawzew | Jamie Cerretani Adil Shamasdin                  | 6:3, 3:6, [11:9]   |
| 7.  | 13. Mai 2012       | Athen                | Hartplatz     | Jordan Kerr          | Gerard Granollers Alexandros Giakoupovits       | 6:2, 6:3           |
| 8.  | 4. September 2012  | Genua                | Sandplatz     | Martin Emmrich       | Dominik Meffert Philipp Oswald                  | 6:3, 6:1           |
| 9.  | 17. September 2012 | Stettin (1)          | Sandplatz     | Martin Emmrich       | Tomasz Bednarek Mateusz Kowalczyk               | 3:6, 6:1, [10:3]   |
| 10. | 8. Oktober 2012    | Taschkent            | Hartplatz     | Martin Emmrich       | Rameez Junaid Frank Moser                       | 6:72, 7:62, [10:8] |
| 11. | 10. Mai 2013       | Rom                  | Sand          | Martin Emmrich       | Philipp Marx Florin Mergea                      | 7:64, 6:3          |
| 12. | 18. Mai 2014       | Heilbronn            | Sand          | Tim Pütz             | Jesse Huta Galung Rameez Junaid                 | 6:3, 6:3           |
| 13. | 6. Juni 2014       | Prostějov            | Sand          | Lukáš Rosol          | Peter Polansky Adil Shamasdin                   | 6:1, 6:2           |
| 14. | 30. Juli 2016      | Biella               | Sand          | Leander Paes         | Andrej Martin Hans Podlipnik-Castillo           | 6:4, 6:4           |
| 15. | 20. August 2016    | Cordenons            | Sand          | Aljaksandr Bury      | Roman Jebavý Zdeněk Kolář                       | 5:7, 6:4, [11:9]   |
| 16. | 17. September 2016 | Stettin (2)          | Sand          | Aljaksandr Bury      | Johan Brunström Andreas Siljeström              | 7:63, 6:77, [10:4] |
| 17. | 13. Januar 2017    | Canberra             | Hartplatz     | Jan-Lennard Struff   | Carlos Berlocq Andrés Molteni                   | 6:3, 6:4           |
| 18. | 1. April 2017      | Saint-Brieuc         | Hartplatz     | Frederik Nielsen     | David O’Hare Joe Salisbury                      | 6:3, 6:4           |
| 19. | 17. September 2017 | Istanbul (2)         | Hartplatz     | Jonathan Eysseric    | Romain Arneodo Hugo Nys                         | 6:3, 5:7, [10:4]   |
| 20. | 11. November 2017  | Mouilleron-le-Captif | Hartplatz (i) | Jonathan Eysseric    | Tomasz Bednarek David Pel                       | 6:3, 6:4           |
| 21. | 2. September 2018  | Como (1)             | Sand          | Dustin Brown         | Martin Kližan Filip Polášek                     | 3:6, 6:4, [10:5]   |
| 22. | 4. August 2019     | Sopot                | Sand          | Florin Mergea        | Karol Drzewiecki Mateusz Kowalczyk              | 6:1, 3:6, [10:8]   |
| 23. | 18. August 2019    | Meerbusch            | Sand          | Florin Mergea        | N. Sriram Balaji Vishnu Vardhan                 | 7:61, 6:74, [10:3] |
| 24. | 1. September 2019  | Como (2)             | Sand          | Florin Mergea        | Fabrício Neis Pedro Sousa                       | 5:7, 7:5, [14:12]  |
| 25. | 23. November 2019  | Maia                 | Sand (i)      | Daniel Masur         | Guillermo García López David Vega Hernández     | 7:62, 6:4          |
| 26. | 24. Oktober 2020   | Ismaning (1)         | Teppich (i)   | David Pel            | Lloyd Glasspool Alex Lawson                     | 5:7, 7:62, [10:4]  |
| 27. | 21. November 2020  | St. Ulrich in Gröden | Hartplatz (i) | Albano Olivetti      | Ivan Sabanov Matej Sabanov                      | 6:3, 6:2           |
| 28. | 27. März 2021      | Lugano               | Hartplatz (i) | Andrea Vavassori     | Denys Moltschanow Serhij Stachowskyj            | 7:611, 4:6, [10:8] |
| 29. | 31. Oktober 2021   | Ismaning (2)         | Teppich (i)   | Igor Zelenay         | Marek Gengel Tomáš Macháč                       | 6:2, 6:4           |
| 30. | 14. Oktober 2023   | Bratislava           | Hartplatz (i) | N. Sriram Balaji     | Andrei Golubew Denys Moltschanow                | 6:3, 5:7, [10:8]   |
| 31. | 4. November 2023   | Ismaning (3)         | Teppich (i)   | N. Sriram Balaji     | Constantin Frantzen Hendrik Jebens              | 7:64, 6:4          |
| 32. | 11. November 2023  | Helsinki             | Hartplatz (i) | N. Sriram Balaji     | Jeevan Nedunchezhiyan N. Vijay Sundar Prashanth | 6:2, 7:5           |
| 33. | 5. Mai 2024        | Cagliari             | Sand          | N. Sriram Balaji     | Boris Arias Federico Zeballos                   | 6:4, 6:73, [10:6]  |
| 34. | 29. Juni 2024      | Mailand              | Sand          | Jonathan Eysseric    | Petr Nouza Patrik Rikl                          | 2:6, 6:4, [10:6]   |

#### Finalteilnahmen
| Nr. | Datum              | Turnier          | Belag         | Partner         | Finalgegner                           | Ergebnis          |
| --- | ------------------ | ---------------- | ------------- | --------------- | ------------------------------------- | ----------------- |
| 1.  | 6. Januar 2013     | Chennai          | Hartplatz     | Martin Emmrich  | Stan Wawrinka Benoît Paire            | 2:6, 1:6          |
| 2.  | 22. Juni 2013      | ’s-Hertogenbosch | Rasen         | Martin Emmrich  | Maks Mirny Horia Tecău                | 3:6, 6:74         |
| 3.  | 19. Oktober 2014   | Wien             | Hartplatz (i) | Julian Knowle   | Jürgen Melzer Philipp Petzschner      | 6:76, 6:4, [7:10] |
| 4.  | 27. August 2016    | Winston-Salem    | Hartplatz     | Leander Paes    | Guillermo García López Henri Kontinen | 6:4, 6:76, [8:10] |
| 5.  | 25. September 2016 | St. Petersburg   | Hartplatz (i) | Leander Paes    | Dominic Inglot Henri Kontinen         | 6:4, 3:6, [10:12] |
| 6.  | 14. April 2018     | Houston          | Sand          | Antonio Šančić  | Maks Mirny Philipp Oswald             | 7:62, 4:6, [9:11] |
| 7.  | 18. Juli 2021      | Båstad           | Sand          | Albano Olivetti | Sander Arends David Pel               | 4:6, 2:6          |

## Persönliches
2017 heiratete Andre Begemann seine langjährige Freundin Alessa Hagner. Er engagiert sich als Botschafter der Rollstuhl-Tennis-Initiative Breakchance.